# Круть Олександр Анатолійович
Круть Олександр Анатолійович (нар. с. Запсілля, Сумська область — український науковець, доктор технічних наук. Фахівець у галузі вугільних технологій.

## Біографія
Закінчив Донецький політехнічний інститут.
Працював науковим співробітником Інституту гірничої механіки та технічної кібернетики, завідуючим сектором Інституту «Укргідровугілля» НВО «Вуглемеханізація».
У 1987—1995 роках працював на керівних посадах Кабінету Міністрів України, Адміністрації Президента України.
З 1995 року — на дипломатичній роботі.
З 2000 року — заступник Міністра палива та енергетики України.
З 2007 року — перший заступник голови Національного агенства України з питань забезпечення ефективного використання енергетичних ресурсів. Керівник Державної інспекції України з енергозбереження.
З 2012 року — головний науковий співробітник Інституту вугільних енерготехнологій НАН України, професор кафедри Східноукраїнського національного університету ім. В. Даля.
З 2016 року керівник інституту «Державний науково-дослідний, проектно-конструкторський і проектний інститут вугільної промисловості „УкрНДІпроект“»

## Науковий доробок
Автор і співавтор близько 100 наукових праць.
Співавтор першої Енергетичної програми України, ряду міжнародних угод.
Докторська дисертація: Розвиток фізико-технічних основ технологій виготовлення та гідротранспортування водовугільних суспензій високої концентрації: автореф. дис. … д-ра техн. наук : 05.15.09 / Круть Олександр Анатолійович ; НАН України, Ін-т геотехн. механіки ім. М. С. Полякова. — Дніпропетровськ, 2011. — 32с.
Монографії:
- Круть, Олександр Анатолійович. Водовугільне паливо: Монографія. К.: Наук. думка, 2002. 169 с.
- Світлий Ю. Г., Круть О. А. Гідравлічний транспорт твердих матеріалів. Донецьк: Східний видавничий дім, 2010. — 268 с.
- Ю. Г. Світлий, О. А. Круть технологія водовугільного палива, Донецьк, Східний видавничий дім, 2011 р. — 104 с.